# Besso (Lugano)
Besso è un quartiere di 5 132 abitanti del comune svizzero di Lugano, nel Canton Ticino (distretto di Lugano).

## Geografia fisica
Besso è situato in alto sul colle sovrastante la stazione di Lugano della ferrovia del Gottardo.

## Storia
Il nome Besso potrebbe derivare dall'aggettivo "basso", a indicare una zona che anche se si trova in alto rispetto al borgo, è in basso rispetto alle località collinari di Montarina, Moncucco, Soldino e Coremmo.
Un'altra ipotesi sull'origine del nome vuole che gli abitanti lo abbiano dedicato all'omonimo San Besso martire (III secolo – IV secolo). Soldato della legione Tebea. Ebbe fama di grande taumaturgo, autore di innumerevoli miracoli, protettore dei soldati contro i pericoli della guerra.
La crescita di Besso come zona residenziale risale alla fine dell'Ottocento ed è legata all'apertura della Ferrovia del San Gottardo (1882) e alla costruzione della stazione di Lugano, sulla spianata della collina di San Lorenzo.
Inizialmente, lo sviluppo del quartiere avviene tramite insediamenti residenziali e alberghieri lungo Via Basilea (già Via Circonvallazione, 1891), tracciata nel 1893 per collegare Besso con la stazione e il centro città.
Nel 1900 viene realizzata la Clinica di Moncucco e nel 1909 la scuola elementare, mentre l'asilo comunale viene aperto nel 1926.
Nel 1926 si inaugura il tunnel di Besso e viene aperto un sottopassaggio pedonale.
Per dare un centro ordinato al quartiere, nel 1943 viene realizzato il Piazzale di Besso, collegato con il passaggio pedonale e con il tunnel stradale.

## Monumenti e luoghi d'interesse
- Chiesa di San Nicolao della Flüe, eretta nel 1950[2];

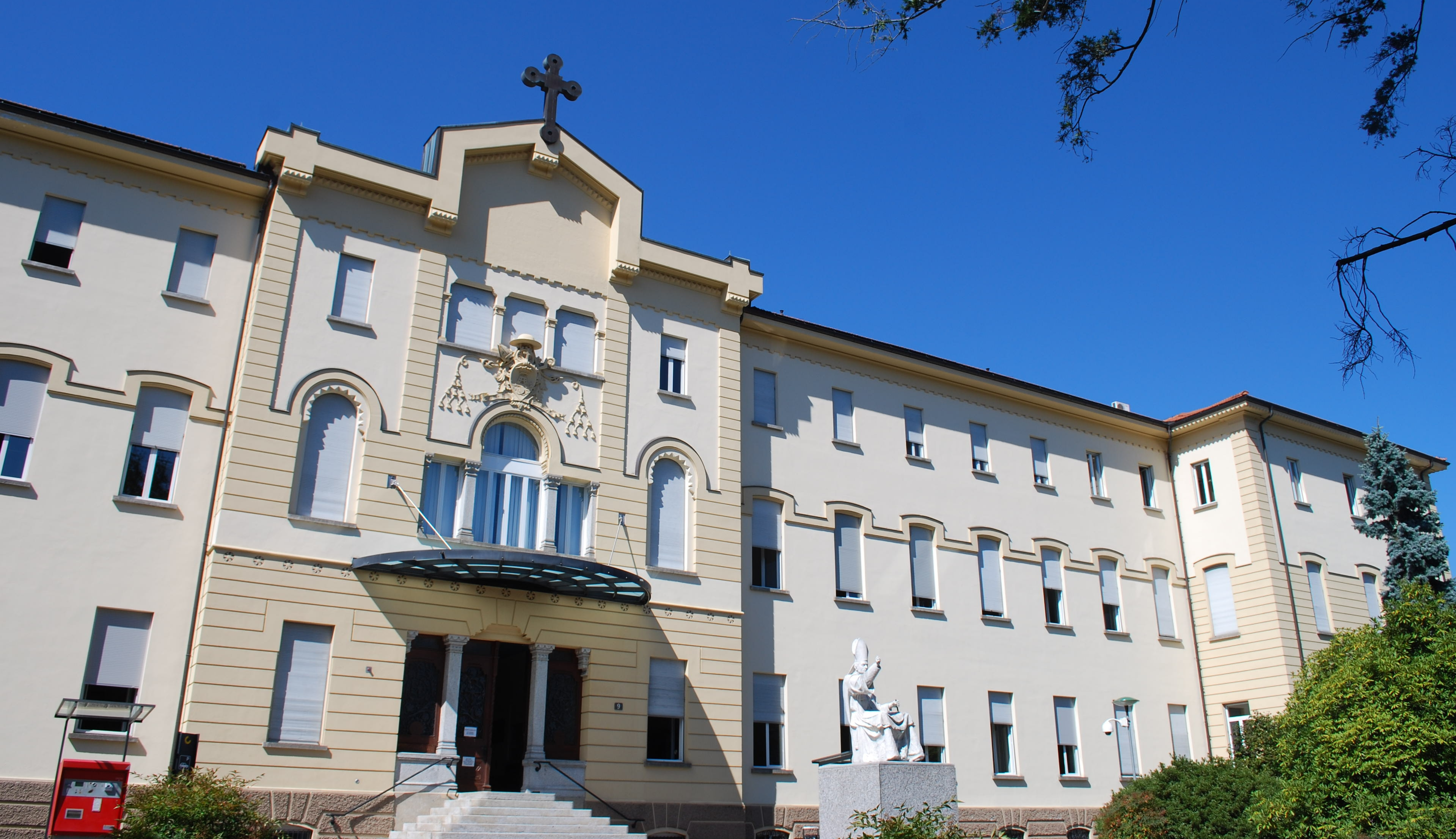
La Fonoteca nazionale svizzera

- Ex seminario diocesano di San Carlo Borromeo, ora sede della Fonoteca nazionale svizzera e del Conservatorio della Svizzera Italiana[1]; costruito su progetto di Paolo Zanini tra fine Ottocento e inizio Novecento, al suo esterno ospita una statua di Cristoforo Vicari raffigurante il santo titolare del complesso (1909), scultura originariamente concepita per uno dei pulpiti del Duomo di Lugano.[3]
- Parco del Tassino, con la Torre Enderlin;
- Ex fabbrica di cioccolato Tobler[4];

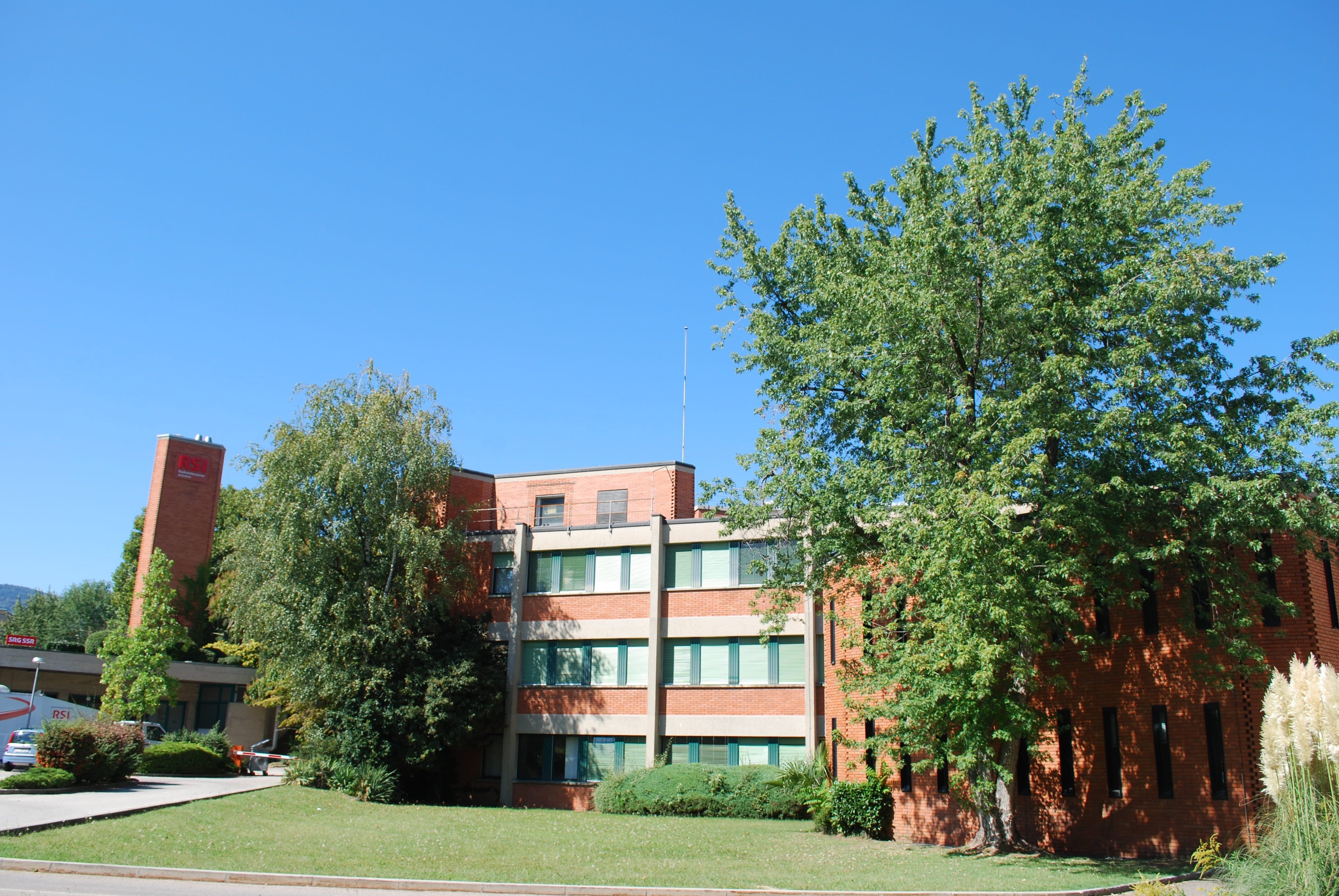
Gli studi della Radiotelevisione svizzera di lingua italiana

- Studi della Radiotelevisione svizzera di lingua italiana[4], progettati nel 1964 da Rino Tami[senza fonte].
- Installazione permanente di arte contemporanea del 2019 NeuralRope#1. Inside an Artificial Brain di Alex Dorici e Luca Maria Gambardella commissionata dal Comune di Lugano LivingLab[5].

## Amministrazione
Ogni famiglia originaria del luogo fa parte del cosiddetto comune patriziale e ha la responsabilità della manutenzione di ogni bene ricadente all'interno dei confini del quartiere.